# Peter Naur
Peter Naur (Frederiksberg, 25 de octubre de 1928-3 de enero de 2016) fue un científico danés pionero en informática y ganador del Premio Turing en 2005. 

## Biografía
La N de la notación BNF, usada en la descripción de la sintaxis de la mayoría de los lenguajes de programación, se usa en alusión a su apellido. Naur contribuyó en la creación del lenguaje de programación Algol 60 en donde se introdujo por primera vez la noción de recursión. Empezó su carrera como astrónomo, pero su encuentro con las computadoras lo hizo cambiar de carrera. A Naur no le agradaba el término anglosajón «computer science» (ciencias de la computación) y sugería llamarlo «datalogy» (datalogía). Este término fue adoptado en Dinamarca y Suecia.
Trabajó en el Regnecentralen (empresa de computación danesa), en el Instituto Niels Bohr y en la Universidad Técnica de Dinamarca. De 1968 a 1998 trabajó como profesor en la Universidad de Copenhague. Es conocido por su crítica al uso de los métodos formales en programación. Así mismo, basado en su inclinación desde el empirismo, critica el uso que le dan los filósofos a la lógica para describir la ciencia. Critica igualmente a psicólogos que todavía se basan en teorías del conductismo y el constructivismo.
Se retiró en 1999 a la edad de 70 años. En los últimos años estuvo desarrollando una teoría del pensamiento humano que denominó Teoría Sinapsis-Estado de Vida Mental («A Synapse-State Theory of Mental Life» en inglés). En su discurso de aceptación del Premio Turing, Peter Naur concluye así:

La informática nos presenta una forma de descripción ... muy útil para describir una gran variedad de fenómenos de este mundo, pero el pensamiento humano no es uno de ellos, siendo la razón que el pensamiento humano es básicamente una cuestión de la plasticidad de los elementos del sistema nervioso, mientras que las computadoras - máquinas de Turing - no tienen elementos plásticos. Para describir el pensamiento humano se necesita una forma muy diferente, no digital, como lo demuestra la Teoría Sinapsis-Estado.

## Obras
Los números se refieren a la bibliografía publicada. Naur publicó un gran número de artículos y capítulos sobre astronomía, informática, temas de sociedad, música clásica, psicología y educación.
- 66. Minor planet 51 Nemausa and the fundamental system of declinations, Tesis de doctorado, 1957
- 95. (editor) «Report on the algorithmic language ALGOL 60». Comm. ACM 3 (5): 299-314. mayo de 1960. doi:10.1145/367236.367262. and several other journals.
- 128. (editor) «Revised report on the algorithmic language ALGOL 60». Comm. ACM 6 (1): 1-17. enero de 1963. doi:10.1145/366193.366201.
- 144. «Go to statements and good Algol style» (PNG). BIT Numerical Mathematics 3: 204-5. 1963. doi:10.1007/BF01939987.
- 212. —; Randell, B.; Buxton, J.N. (1976) [1969]. The Conference on Software Engineering held in Garmisch, Germany, 7th to 11th October 1968. ISBN 0884053342. OCLC 610836679.
- 213. (con C. Gram, J. Hald, H. B. Hansen and A. Wessel) Datamatik, Studentlitteratur, 1969
- 247, 249. (con B. Pedersen) Matematik 4 kursusbog, 2 volumes, Universidad de Copenhague, 1971, 2ª ed. 1972
- 264. Concise Survey of Computer Methods, 397 p., Studentlitteratur, 1974
- 274. Datalogi 2 1975/76, 102 p., Universidad de Copenhague, 1975, nueva edición 1976
- 333. — (1992). Computing: A Human Activity. ACM Press. ISBN 0201580691.
- 347. — (1995). Knowing and the Mystique of Logic and Rules: Including True Statements in Knowing and Action * Computer Modelling of Human Knowing Activity * Coherent Description as the Core of Scholarship and Science. Springer. ISBN 978-0-7923-3680-8.
- 363. Antifilosofisk leksikon: Tænkning - sproglighed - videnskabelighed, 111 p., 1999, ISBN 87-987221-0-7; Traducción al inglés 2001, ISBN 87-987221-1-5
- 382. Psykologi i videnskabelig rekonstruktion. 2002. ISBN 87-987221-2-3.
- — (enero de 2007). «Computing versus human thinking». Comm. ACM 50 (1): 85-94. doi:10.1145/1188913.1188922.
- Daylight, E.G.; P., Naur (2011). Pluralism in Software Engineering: Turing Award Winner Peter Naur Explains. Lonely Scholar. ISBN 978-94-91386-00-8.